# Đoàn Kết, Lạng Sơn
Đoàn Kết là một xã thuộc tỉnh Lạng Sơn, Việt Nam.
Xã Đoàn Kết có diện tích 50,43 km², dân số năm 1999 là 1.444 người, mật độ dân số đạt 29 người/km².
Theo thống kê năm 2019, xã Đoàn Kết có diện tích 50,43 km², dân số là 1.257 người, mật độ dân số đạt 25 người/km².